# Volta a Catalunya de 1965
La Volta a Catalunya de 1965 va ser 45a edició de la Volta Ciclista a Catalunya. Es disputà en 8 etapes del 12 al 19 de setembre de 1965 amb un total de 1114,0 km. El vencedor final fou l'espanyol Antonio Gómez del Moral de l'equip Kas per davant del seu company d'equip Carlos Echeverría i de Roberto Poggiali de l'Ignis.
La cinquena, sisena i setena etapes estaven dividides en dos sectors. Hi havia tres etapes contrarellotges. La primera etapa era una contrarellotge per parelles; i hi havia dues contrarellotges individuals, una al primer sector del la cinquena etapa i l'altra al segon sector de la sisena.
Victòria final d'Antonio Gómez del Moral, deu anys després que ho fes el seu germà José.

## Etapes
| Etapa | Data           | Ciutats d'etapa                                   | km    | Vencedor de l'etapa     | Líder de la general     |
| ----- | -------------- | ------------------------------------------------- | ----- | ----------------------- | ----------------------- |
| 1a    | 12 de setembre | Tortosa – Tortosa CRP                             | 79,0  | V. Uriona - F. Gabica   | Valentín Uriona         |
| 2a    | 13 de setembre | Tortosa – Tarragona                               | 149,0 | Remo Stefanoni          | Carlos Echeverría       |
| 3a    | 14 de setembre | Tarragona – Lleida                                | 112,0 | Imerio Massignan        | Carlos Echeverría       |
| 4a    | 15 de setembre | Lleida - Sant Julià de Lòria (AND)                | 150,0 | Joao Roque              | Antonio Gómez del Moral |
| 5a A  | 16 de setembre | La Rabassa (AND) (CRI)                            | 6,0   | Ex aequo 3 ciclistes    | Antonio Gómez del Moral |
| 5a B  | 16 de setembre | Sant Julià de Lòria (AND) - Olot                  | 161,0 | Roberto Poggiali        | Antonio Gómez del Moral |
| 6a A  | 17 de setembre | Olot - La Bisbal d'Empordà                        | 114,0 | Willy Monty             | Antonio Gómez del Moral |
| 6a B  | 17 de setembre | La Bisbal d'Empordà - Sant Feliu de Guíxols (CRI) | 38,0  | Antonio Gómez del Moral | Antonio Gómez del Moral |
| 7a A  | 18 de setembre | Sant Feliu de Guíxols - Vallpineda                | 180,0 | Willy Monty             | Antonio Gómez del Moral |
| 7a B  | 18 de setembre | Vallpineda – Castelldefels                        | 57,0  | Ramón Sáez              | Antonio Gómez del Moral |
| 8a    | 19 de setembre | Castelldefels - Barcelona                         | 68,0  | Valentín Uriona         | Antonio Gómez del Moral |

### 1a etapa[1]
12-09-1965: Tortosa – Tortosa, 79,0: CR per parelles
|   | Ciclistes                          | Equip | Temps      |
| - | ---------------------------------- | ----- | ---------- |
| 1 | V. Uriona - F. Gabica              | Kas   | 3h 40' 24" |
| 2 | A. Gómez del Moral - C. Echeverría | Kas   | +1' 56"    |
| 3 | M. Martín Piñera - J. Uribezubia   | Kas   | +2' 59"    |

|   | Ciclista          | Equip | Temps      |
| - | ----------------- | ----- | ---------- |
| 1 | Valentín Uriona   | Kas   | 1h 50' 12" |
| 2 | Francisco Gabica  | Kas   | m. t.      |
| 3 | Carlos Echeverría | Kas   | + 58"      |

### 2a etapa[2]
13-09-1965: Tortosa – Tarragona, 149,0 km.:
|   | Ciclista         | Equip            | Temps      |
| - | ---------------- | ---------------- | ---------- |
| 1 | Remo Stefanoni   | Ignis            | 3h 45' 40" |
| 2 | Josep Segú       | AC Montjuïc-Tedi | m. t.      |
| 3 | Imerio Massignan | Ignis            | m. t.      |

|   | Ciclista                | Equip                | Temps      |
| - | ----------------------- | -------------------- | ---------- |
| 1 | Carlos Echeverría       | Kas                  | 5h 36' 50" |
| 2 | Antonio Gómez del Moral | Kas                  | m. t.      |
| 3 | Ginés García            | Inuri-Margnat Paloma | + 1' 15"   |

### 3a etapa[2]
14-09-1965: Tarragona – Lleida, 112,0 km.:
|   | Ciclista            | Equip | Temps      |
| - | ------------------- | ----- | ---------- |
| 1 | Imerio Massignan    | Ignis | 2h 56' 54" |
| 2 | José Luis Talamillo | Olsa  | m. t.      |
| 3 | Remo Stefanoni      | Ignis | m. t.      |

|   | Ciclista                | Equip                | Temps      |
| - | ----------------------- | -------------------- | ---------- |
| 1 | Carlos Echeverría       | Kas                  | 8h 33' 44" |
| 2 | Antonio Gómez del Moral | Kas                  | m. t.      |
| 3 | Ginés García            | Inuri-Margnat Paloma | + 1' 15"   |

### 4a etapa[3]
15-09-1965: Lleida - Sant Julià de Lòria, 150,0 km.:
|   | Ciclista                | Equip                    | Temps      |
| - | ----------------------- | ------------------------ | ---------- |
| 1 | Joao Roque              | Olsa                     | 3h 59' 41" |
| 2 | Willy Monty             | Pelforth-Sauvage-Lejeune | + 24"      |
| 3 | Antonio Gómez del Moral | Kas                      | m. t.      |

|   | Ciclista                | Equip                | Temps       |
| - | ----------------------- | -------------------- | ----------- |
| 1 | Antonio Gómez del Moral | Kas                  | 12h 33' 49" |
| 2 | Carlos Echeverría       | Kas                  | + 3' 23"    |
| 3 | Ginés García            | Inuri-Margnat Paloma | + 4' 38"    |

### 5a etapa[4]
16-09-1965: (5A La Rabassa 6 km CRI) i (5B Sant Julià de Lòria - Olot 161 km):
|   | Ciclista           | Equip | Temps   |
| - | ------------------ | ----- | ------- |
| 1 | Francisco Gabica   | Kas   | 16' 21" |
| 1 | Joao Peixoto Alves | Olsa  | m. t.   |
| 1 | Ventura Díaz       | Olsa  | m. t.   |

|   | Ciclista         | Equip                    | Temps      |
| - | ---------------- | ------------------------ | ---------- |
| 1 | Roberto Poggiali | Ignis                    | 4h 04' 52" |
| 2 | André Foucher    | Pelforth-Sauvage-Lejeune | m. t.      |
| 3 | Joseph Carrara   | Pelforth-Sauvage-Lejeune | + 07"      |

|   | Ciclista                | Equip | Temps      |
| - | ----------------------- | ----- | ---------- |
| 1 | Antonio Gómez del Moral | Kas   | 4h 21' 28" |
| 2 | Imerio Massignan        | Ignis | + 17"      |
| 3 | Roberto Poggiali        | Ignis | + 18"      |

|   | Ciclista                | Equip                | Temps       |
| - | ----------------------- | -------------------- | ----------- |
| 1 | Antonio Gómez del Moral | Kas                  | 16h 55' 17" |
| 2 | Carlos Echeverría       | Kas                  | + 5' 27"    |
| 3 | Ginés García            | Inuri-Margnat Paloma | + 5' 38"    |

### 6a etapa[6]
17-09-1965: (6A Olot - La Bisbal d'Empordà 114 km) i (6B La Bisbal d'Empordà - Sant Feliu de Guíxols 38 km CRI):
|   | Ciclista      | Equip                    | Temps      |
| - | ------------- | ------------------------ | ---------- |
| 1 | Willy Monty   | Pelforth-Sauvage-Lejeune | 2h 46' 41" |
| 2 | Johny Schleck | Pelforth-Sauvage-Lejeune | + 24"      |
| 3 | Ramón Sáez    | Inuri-Margnat Paloma     | m. t.      |

|   | Ciclista                | Equip | Temps   |
| - | ----------------------- | ----- | ------- |
| 1 | Antonio Gómez del Moral | Kas   | 51' 01" |
| 2 | Francisco Gabica        | Kas   | + 28"   |
| 3 | Valentín Uriona         | Kas   | + 37"   |

|   | Ciclista                | Equip | Temps      |
| - | ----------------------- | ----- | ---------- |
| 1 | Antonio Gómez del Moral | Kas   | 3h 38' 06" |
| 2 | Francisco Gabica        | Kas   | + 28"      |
| 3 | Valentín Uriona         | Kas   | + 37"      |

|   | Ciclista                | Equip | Temps       |
| - | ----------------------- | ----- | ----------- |
| 1 | Antonio Gómez del Moral | Kas   | 20h 33' 23" |
| 2 | Carlos Echeverría       | Kas   | + 6' 18"    |
| 3 | Roberto Poggiali        | Ignis | + 7' 02"    |

### 7a etapa[7]
18-09-1965: (7A Sant Feliu de Guíxols - Vallpineda 180 km) i (7B Vallpineda – Castelldefels 57 km):
|   | Ciclista          | Equip                    | Temps      |
| - | ----------------- | ------------------------ | ---------- |
| 1 | Willy Monty       | Pelforth-Sauvage-Lejeune | 5h 22' 40" |
| 2 | Adriano Passuello | Ignis                    | m. t.      |
| 3 | Imerio Massignan  | Ignis                    | m. t.      |

|   | Ciclista          | Equip                | Temps      |
| - | ----------------- | -------------------- | ---------- |
| 1 | Ramón Sáez        | Inuri-Margnat Paloma | 1h 28' 16" |
| 2 | Antonio Bertrán   | Ferrys               | m. t.      |
| 3 | Carlos Echeverría | Kas                  | m. t.      |

|   | Ciclista          | Equip                | Temps      |
| - | ----------------- | -------------------- | ---------- |
| 1 | Adriano Passuello | Ignis                | 6h 50' 56" |
| 2 | Ramón Sáez        | Inuri-Margnat Paloma | m. t.      |
| 3 | Marino Vigna      | Ignis                | m. t.      |

|   | Ciclista                | Equip | Temps       |
| - | ----------------------- | ----- | ----------- |
| 1 | Antonio Gómez del Moral | Kas   | 27h 24' 23" |
| 2 | Carlos Echeverría       | Kas   | + 6' 14"    |
| 3 | Roberto Poggiali        | Ignis | + 7' 02"    |

### 8a etapa[8]
19-09-1965: Castelldefels - Barcelona, 68,0 km.:
|   | Ciclista          | Equip                    | Temps      |
| - | ----------------- | ------------------------ | ---------- |
| 1 | Valentín Uriona   | Kas                      | 1h 43' 44" |
| 2 | Édouard Delberghe | Pelforth-Sauvage-Lejeune | m. t.      |
| 3 | Imerio Massignan  | Ignis                    | m. t.      |

|   | Ciclista                | Equip | Temps       |
| - | ----------------------- | ----- | ----------- |
| 1 | Antonio Gómez del Moral | Kas   | 29h 08' 07" |
| 2 | Carlos Echeverría       | Kas   | + 6' 14"    |
| 3 | Roberto Poggiali        | Ignis | + 7' 02"    |

## Classificació General
|    | Ciclista                | Equip                    | Temps       |
| -- | ----------------------- | ------------------------ | ----------- |
| 1  | Antonio Gómez del Moral | Kas                      | 29h 08' 07" |
| 2  | Carlos Echeverría       | Kas                      | + 6' 14"    |
| 3  | Roberto Poggiali        | Ignis                    | + 7' 02"    |
| 4  | Ginés García            | Inuri-Margnat Paloma     | + 7' 17"    |
| 5  | Antonio Suárez Vázquez  | AC Montjuïc-Tedi         | + 9' 25"    |
| 6  | Imerio Massignan        | Ignis                    | + 9' 30"    |
| 7  | Hans Junkermann         | Inuri-Margnat Paloma     | + 9' 49"    |
| 8  | Johny Schleck           | Pelforth-Sauvage-Lejeune | + 9' 54"    |
| 9  | Francisco Gabica        | Kas                      | + 9' 54"    |
| 10 | Valentín Uriona         | Kas                      | + 11' 07"   |

## Classificacions secundàries
|   | Ciclista           | Equip | Punts    |
| - | ------------------ | ----- | -------- |
| 1 | Joaquín Galera     | Kas   | 38 punts |
| 2 | Joao Peixoto Alves | Olsa  | 34 punts |
| 3 | Francisco Gabica   | Kas   | 16 punts |

|   | Ciclista      | Equip                | Punts    |
| - | ------------- | -------------------- | -------- |
| 1 | Francesc Suñé | Ferrys               | 12 punts |
| 2 | Ramón Sáez    | Inuri-Margnat Paloma | 6 punts  |

|   | Ciclista                | Equip | Punts |
| - | ----------------------- | ----- | ----- |
| 1 | Imerio Massignan        | Ignis |       |
| 2 | Antonio Gómez del Moral | Kas   |       |
| 3 | Carlos Echeverría       | Kas   |       |

|   | Equip                | Nacionalitat | Temps        |
| - | -------------------- | ------------ | ------------ |
| 1 | Kas                  | Espanya      | 116h 59' 43" |
| 2 | Ignis                | Itàlia       | + 19' 02"    |
| 3 | Inuri-Margnat Paloma | França       | + 1' 58"     |